# Diocèse de Pala
Le diocèse de Pala (en latin : Dioecesis Palaensis), au Tchad, épouse les limites des régions du Mayo-Kebbi Est et du Mayo-Kebbi Ouest.

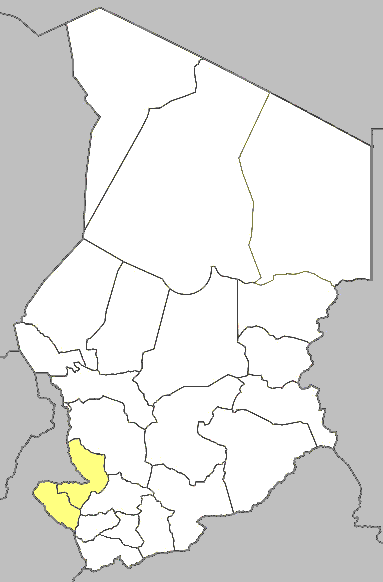
Carte du diocèse de Pala

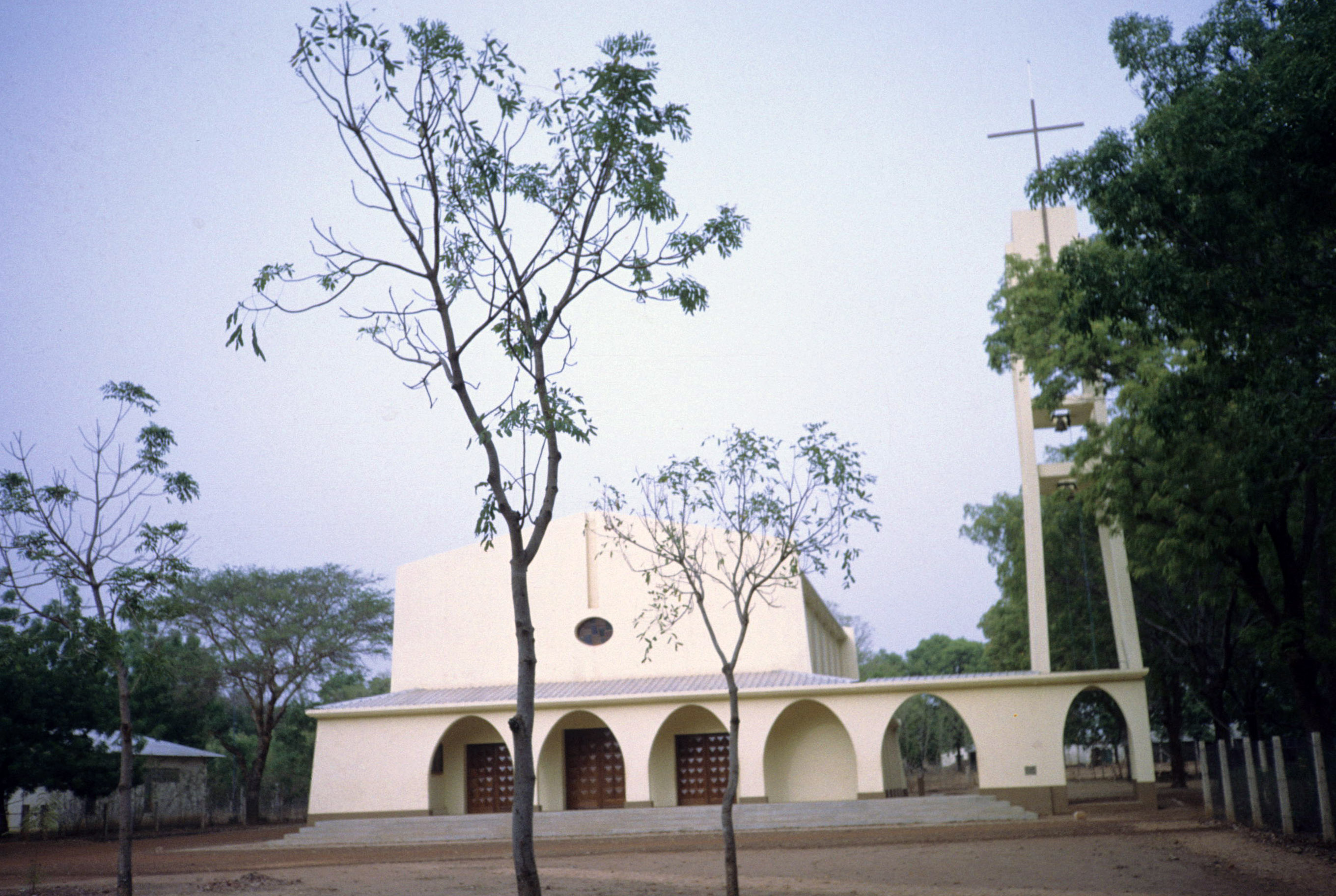
Cathédrale de Pala

## Historique
La préfecture apostolique de Pala a été érigée le 19 décembre 1956 (territoire pris au diocèse de Garoua au Cameroun). Elle a été élevée au rang de diocèse le 16 janvier 1964.

## Situation actuelle et listes  des évêques
- Evêque : Dominique Tinoudji (depuis 2021)
- Évêque : Jean-Claude Bouchard (de) O.M.I. (de 1977 à 2020)
- Évêque : Georges-Hilaire Dupont (de 1964 à 1975)
- Nombre de paroisses : 31 (2002)
- Nombre de catholiques : 30 078 (sur 995 000) soit 3.0 % (2002)